# Sachi Kagawa
Sachi Kagawa (Prefectura d'Hiroshima, Japó), és un exfutbolista japonès.

## Selecció japonesa
Sachi Kagawa va disputar 2 partits amb la selecció japonesa.